# Liste der Kulturdenkmäler in Köwerich
In der Liste der Kulturdenkmäler in Köwerich sind alle Kulturdenkmäler der rheinland-pfälzischen Ortsgemeinde Köwerich aufgeführt. Grundlage ist die Denkmalliste des Landes Rheinland-Pfalz (Stand: 8. Februar 2023).

## Denkmalzonen
| Bezeichnung          | Lage                                                          | Baujahr | Beschreibung | Bild |
| -------------------- | ------------------------------------------------------------- | ------- | --- | ---- |
| Denkmalzone Ortskern | Beethovenstraße 6–15a (ohne Nr. 13), Schulstraße 6 und 7 Lage | ab 1873 | um die Kirche von 1873 entstandener Dorfmittelpunkt am Kreuzungsbereich von Hauptstraße und Beethovenstraße mit Schule, Pfarrhaus, Hofanlagen und Wohnhäusern um 1900; kennzeichnendes Straßenbild | BW   |

## Einzeldenkmäler
| Bezeichnung                          | Lage                                                                                               | Baujahr                 | Beschreibung | Bild                           |
| ------------------------------------ | -------------------------------------------------------------------------------------------------- | ----------------------- | --- | ------------------------------ |
| Alte Schule                          | Beethovenstraße 7 Lage                                                                             | 1906                    | Schieferbruchsteinbau, teilweise Zierfachwerk, 1906                                                                                                | Fotos hochladen                |
| Quereinhaus                          | Beethovenstraße 8 Lage                                                                             | 1905                    | spätgründerzeitliches Quereinhaus mit Krüppelwalmdach, 1905                                                                                        | Fotos hochladen                |
| Pfarrhaus                            | Beethovenstraße 10 Lage                                                                            | 1920er Jahre            | Walmdachbau, 1920er Jahre | Fotos hochladen                |
| katholische Pfarrkirche St. Kunibert | Fährgasse 1 Lage                                                                                   | 1873–1874               | Saalbau in Rundbogenformen, 1873–1874 nach Entwurf des luxemburgischen Staatsarchitekten Karl Arendt; Bildstock von 1721                           | weitere Bilder Fotos hochladen |
| Hofanlage                            | Kapellenstraße 1 Lage                                                                              | 1851                    | Dreiseithof, bezeichnet 1851 | Fotos hochladen                |
| Friedhofskapelle                     | St.-Kunibert-Platz, auf dem Friedhof Lage                                                          |                         | Friedhofskapelle, im 19. Jahrhundert umgebauter gotischer Chor der alten Pfarrkirche; Kreuzigungsbildstock (heute Friedhofskreuz), bezeichnet 1727 | Fotos hochladen                |
| Hofanlage                            | St.-Kunibert-Platz 2 Lage                                                                          | 18. und 19. Jahrhundert | stattliche Winkelhofanlage, 18. und 19. Jahrhundert                                                                                                | Fotos hochladen                |
| Menhir                               | östlich des Ortes am Zusammentreffen der Gemarkungen von Klüsserath, Köwerich und Trittenheim Lage |                         | keltischer Sandsteinblock | BW                             |